# Sammlung Ur- und Frühgeschichte der Universität Leipzig

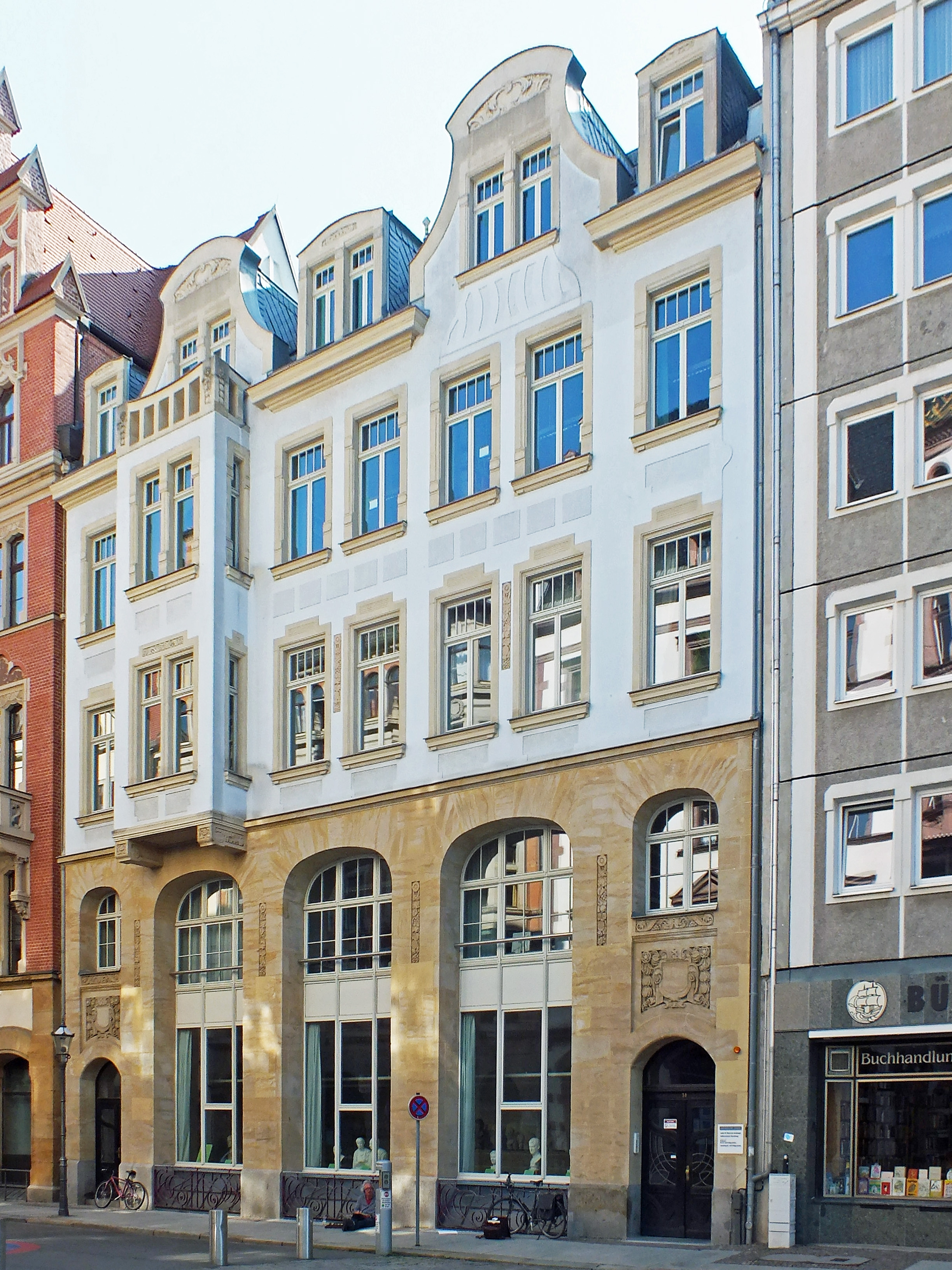
Aktueller Standort der Sammlung in der Ritterstraße 14

Die Sammlung Ur- und Frühgeschichte der Universität Leipzig umfasst heute etwa 6.500 Exponate aus allen Zeitstufen von der Altsteinzeit (Paläolithikum) bis zur Neuzeit und einem geografischen Raum von Deutschland bis Südamerika. Der Sammlungsschwerpunkt liegt dabei jedoch im Bereich der regionalen Urgeschichte. Der Hauptteil der Sammlung besteht aus geschlagenen und geschliffenen Steinwerkzeugen aus dem Paläo- bis Neolithikum. Hinzu kommen Urnen und Grabbeigaben der Bronze- und Eisenzeit aus Mitteldeutschland (Lausitzer und Billendorfer Kultur).

## Geschichte der Sammlung

### Anfänge (1934–1943)
1934 wurde das Seminar für Vorgeschichte an der Universität Leipzig gegründet und unter die Leitung Kurt Tackenbergs (1899–1992) gestellt. Während seiner dreijährigen Amtszeit in Leipzig versuchte Tackenberg, eine möglichst breit gefächerte Lehrsammlung zusammenzustellen, die den Studierenden den Umgang mit Funden nahebringen sollte.
Die Sammlung baute zunächst auf einen bereits vorhandenen Bestand auf, der sich aus Stücken ehemaliger Leipziger Privatsammlungen zusammensetzte. Dank der Unterstützung privater Stifter und städtischer Sammlungen und durch gezielte Ankäufe von Originalen und Nachbildungen bot die Sammlung bald einen guten Überblick über die Ur- und Frühgeschichte Mittel- und Ostdeutschlands. 1936 wurde zudem die Sammlung des Geologen Johannes Felix (1859–1941) aus den Beständen der Geologisch-Paläontologischen Sammlung der Universität Leipzig in die Sammlung der Ur- und Frühgeschichte überführt.
Untergebracht war die Sammlung in der Schillerstraße 8, wo ihr zunächst nur zwei Räume zur Verfügung standen, die zugleich auch als Unterrichtsräume für die Lehre genutzt wurden. 1938/39 erhielten das Seminar für Vorgeschichte und seine Sammlung durch das Zutun ihres neuen Leiters Leonhard Franz (1895–1974) einen weiteren Raum im Nachbargebäude der Schillerstraße 7. Unter Franz’ Ägide erhielt die Sammlung 1939 auch prähistorische Stücke aus der 1827 gegründeten Deutschen Gesellschaft zur Erforschung vaterländischer Sprache und Altertümer als Leihgabe zur fachgerechten Aufbewahrung und wissenschaftlichen Auswertung. Somit war die Sammlung des Seminars für Vorgeschichte binnen kurzer Zeit auf über 1000 Stücke angewachsen. Bis 1943 war sie zudem durch ein umfangreiches Inventar erschlossen worden. 

### Kriegsschäden, Verluste und Wiederaufbau (1943–1993)
Wie alle Sammlungen der Universität Leipzig erlitt auch die vorgeschichtliche Originalsammlung erhebliche Kriegsschäden durch die Angriffe auf Leipzig im Dezember 1943. Zwar waren wichtige Teile des Bestands rechtzeitig ausgelagert worden und es begann kurz nach der Zerstörung der Sammlungsräume auch die Bergung noch vorhandener Stücke, doch die Inventarlisten waren verbrannt. Der Verlust der Sammlungsdokumentation ist besonders schwerwiegend, da er die Rekonstruktion des ursprünglichen Bestands sowie die Recherche zur Provenienz heute noch vorhandener Stücke unmöglich macht. 
1948 entdeckte der neue Lehrstuhlinhaber Friedrich Behn (1883–1970) weitere Teile der Sammlung Felix und überführte sie in die Studiensammlung. In den Folgejahren wurde die Sammlung durch zahlreiche private Schenkungen erweitert und konnte ab 1950 wieder in die Lehre integriert werden. 
In den 1960er und 1970er Jahren wurden Seminar und Sammlung unter verschiedener Leitung weitergeführt und ab 1974 ein neues Inventar angelegt. 1978 wurde unter Edith Hoffmann (1929–2025) eine ausführliche Revision durchgeführt, der zufolge der Sammlungsumfang damals mit über 1600 Stücken beziffert wurde. Untergebracht war sie bis 1990 im Krochhochhaus und – in Kisten verpackt – der Öffentlichkeit nicht zugänglich.

### Nach der Wiedereröffnung des Lehrstuhls für Ur- und Frühgeschichte (seit 1993)
Erst 1993 setzten mit der Wiedereröffnung des Lehrstuhls für Ur- und Frühgeschichte und der Berufung Sabine Rieckhoffs (* 1944) erneute Revisionen, Restaurierungen und Ergänzungen des Sammlungsbestandes ein. Zudem wird sie weiterhin systematisch in die Lehre integriert sowie von den Lehrenden und Studierenden immer weiter erschlossen. Zeichen- und Bestimmungsübungen gehören zum festen Lehrprogramm des Studiengangs. Seit 1999 befindet sich der Lehrstuhl in der Ritterstraße 14, wo seitdem auch wieder Teile der Sammlung präsentiert werden. 
Seit 2002 wurden erneut größere Bestände der Sammlung Felix Geologisch-Paläontologischen der Universität Leipzig überführt.

## Sammlung
Aus dem Paläolithikum präsentiert die Schausammlung vornehmlich Artefakte aus Silex (Faustkeile, Kratzer, Klingen usw.), die zum Teil auch von bedeutenden Fundstätten wie z. B. St. Acheul, La Micoque und Le Moustiere stammen. Die Kulturen der Jungsteinzeit hingegen sind zu einem Großteil durch Keramikfunde und Steingeräte aus der Region vertreten. Zu den wertvollsten Stücken dieser Zeit gehören einige vollständige Gräber der Schnurkeramik. Auch die große Anzahl an bronze- und früheisenzeitlichen Grabgefäßen (Buckelurnen, doppelkonische Urnen, Miniatur- und Mehrkammergefäße der Lausitzer und Billendorfer Kultur) stammt größtenteils aus dem mitteldeutschen und westpolnischen Raum. Die Hausurne von Burgkemnitz ist eine der frühesten Vertreter ihrer Art in Mitteldeutschland und wurde bereits 1826 entdeckt. Exotische Objekte wie ein Marmoridol aus Anatolien, eine mediterrane Bronzeschale und indianische Pfeilspitzen aus Nordamerika zeigen hingegen die Vielfalt der Sammlung. 

## Ausstellungsprojekte
Die Sammlung wurde bereits in verschiedenen Ausstellungen, auch in Zusammenarbeit mit dem Antikenmuseum der Universität Leipzig, präsentiert. Exemplarisch sei das Ausstellungsprojekt „Fromm – Fremd – Barbarisch. Die Religion der Kelten“ (2002) genannt. Auch an der Leipziger Museumsnacht ist der Lehrstuhl für Ur- und Frühgeschichte mit seiner Sammlung regelmäßig beteiligt.